# Célia Xakriabá
Célia Nunes Correa (São João das Missões, 9 mei 1990), beter bekend als Célia Xakriabá, is een inheemse pedagoge en activiste van het Xakriabá-volk van Brazilië. Ze staat vooral bekend om het houden van debatten en lezingen aan universiteiten in Brazilië, onder andere ter bevordering van de status en rechten van inheemse vrouwen, inheemse landrechten en inheems onderwijs.

## Vroege leven
Xakriabá werd geboren in São João das Missões in de Braziliaanse deelstaat Minas Gerais . Ze ging naar school aan de Escola Indígena Estadual Xukurank. Later volgde en doceerde ze inheems onderwijs aan de Federale Universiteit van Minas Gerais in 2013. Xakriabá studeerde af aan 2016 en behaalde in 2018 haar masterdiploma aan de Universiteit van Brasilia. Zij is het eerste lid van haar stam dat een diploma behaalde.
Xakriabá is sinds haar 13 jaar een activiste voor inheemse rechten.

## Carrière

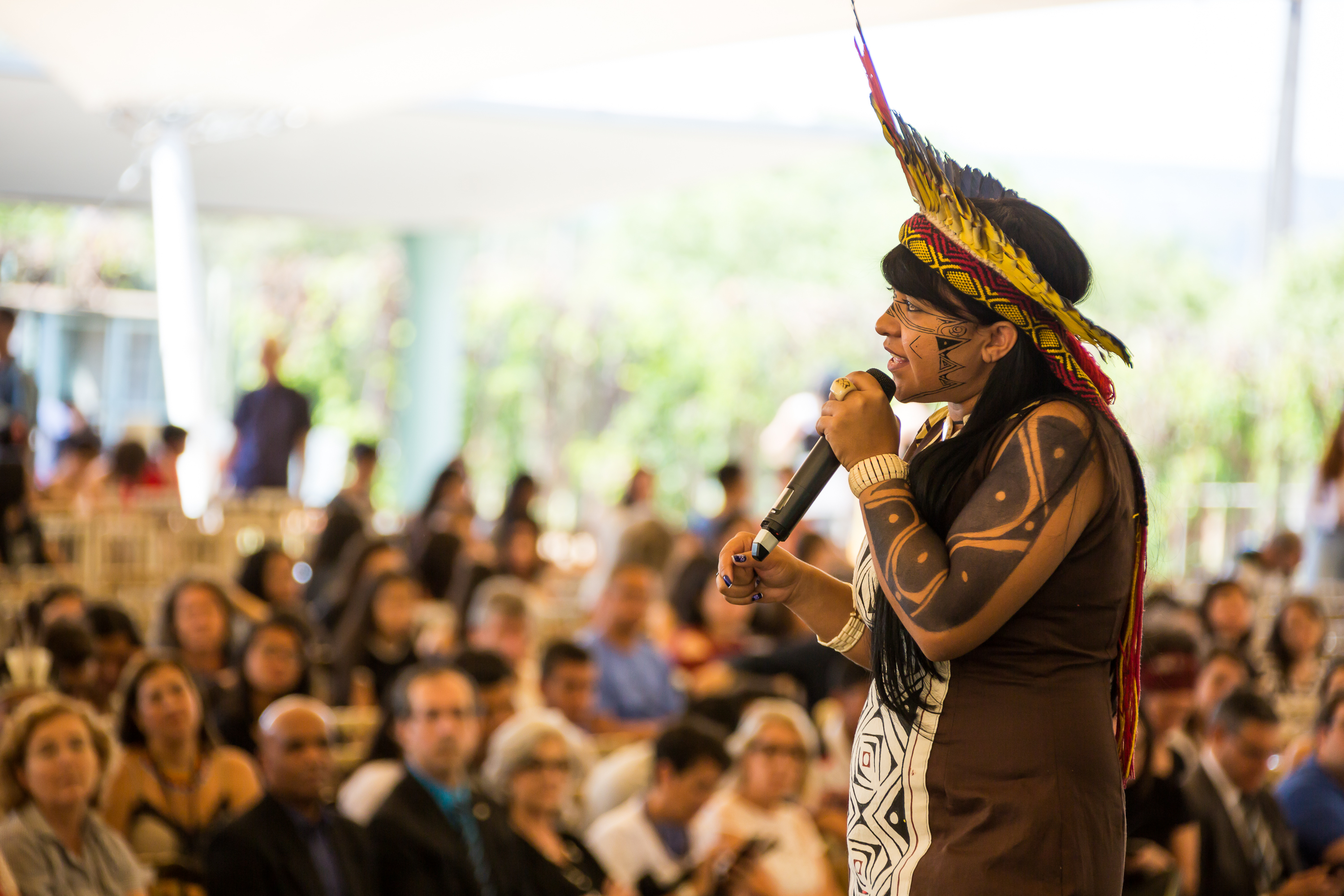
Xakriabá geeft een lezing aan de Universiteit van Brasilia in 2018

### Educatieve carrière
In 2015 werd Xakriabá het eerste individu van inheemse afkomst dat inheemse Brazilianen vertegenwoordigde in het Minas Gerais ministerie van Onderwijs. Ze bekleedde de functie van 2015 tot 2017. Xakriabá beweert dat het onderwijs dat inheemse jongeren in Brazilië ontvangen niet toereikend is omdat het hen niet hun rechten op het land en hun geschiedenis leert. Ze zegt ook dat in het westerse onderwijs alle kennis van de leraar komt, maar dat in het inheemse onderwijs iedereen kennis brengt om te delen.
Sinds 2017 heeft Xakriabá gesproken op verschillende conferenties en debatten op universiteiten in Brazilië gericht op inheemse rechten, zoals het bevorderen van inheems onderwijs, en het stimuleren van de revitalisering van inheemse talen in Brazilië.

### Politieke carrière
Xakriabá was tegen een wetsvoorstel dat werd voorgesteld in de wetgevende vergadering van Minas Gerais, dat sprekers zou verbieden hoofddeksels of "bizarre" kostuums te dragen. Ze zegt dat deze wet bedoeld was om de zichtbaarheid van moedertaalsprekers te beperken. In februari 2019 trad ze toe tot de adviesraad voor Socialisme en Vrijheidspartij-vertegenwoordiger Áurea Carolina van Minas Gerais.

## Opinie
Xakriabá betoogt dat het huidige Braziliaanse onderwijs niet genoeg doet om de geschiedenis van minderheden zoals inheemse en Afrikaanse Brazilianen te verkennen, wat volgens haar tot gevolg heeft dat deze mensen zich losgekoppeld voelen van hun eigen geschiedenis en afkomst. Xakriabá beweert dat onderwijs voor inheemse Braziliaanse jongeren het verband moet leggen tussen hun voorouderlijk land en hun erfgoed, identiteit en spiritualiteit. Xakriabá is ook een criticus geweest van de naleving van de Gregoriaanse kalendervakanties in het Braziliaanse onderwijs, en zei dat westerse en christelijke feestdagen geen betekenis hebben voor inheemse Brazilianen.
Ze zegt dat de afwezigheid van Braziliaanse vrouwen uit gezagsposities in het algemeen, en inheemse vrouwen in het bijzonder, te maken heeft met kolonialisme en westerse waarden. Xakriabá zegt dat het gebrek aan vrouwelijke vertegenwoordiging een van de oorzaken is van geweld tegen inheemse vrouwen in Brazilië. Volgens haar wordt de invloed van vrouwen ook beperkt door de manier waarop Braziliaanse scholen de geschiedenis van kolonisatie presenteren, waardoor inheemse samenlevingen primitiever en patriarchaler lijken dan ze denkt te zijn.
Xakriabá zegt dat de koloniale processen van genocide en etnocide beginnen met het doden van de inheemse volkeren, gevolgd door de vernietiging van de inheemse identiteit en ten slotte de vernietiging van de inheemse kennis. Xakriabá heeft inheems geregisseerde en geproduceerde cinema verdedigd en zei dat het inheemse kennis bevordert.
Ze is een sterke criticus van het beleid van de regering van Jair Bolsonaro en zegt dat het de erfenis is van blanke suprematie en inheemse genocide die voortkomt uit kolonialisme. Tijdens de verkiezingen van 2018 nam Xakriabá deel aan protesten tegen Bolsonaro in São Paulo.
Xakriabá kwam op 5 november 2019 in het Belgische tv-programma De Afspraak de vervolging van het inheemse volk en de milieuproblematiek toelichten. Ze zei dat het bedreigen van het leefgebied van de inheemse volken in Brazilië gevolgen heeft voor de hele wereld door de sterke ontbossing van het Amazoneregenwoud. Dit gebeurt volgens haar allemaal legaal, want de overheid maakt de ontginning van de regenwouden mogelijk voor sojaproductie. Daarom deed ze een oproep om geen Braziliaanse soja meer te consumeren.